# Gauliga Niedersachsen 1934/35
De Gauliga Niedersachsen 1934/35 was het tweede voetbalkampioenschap van de Gauliga Niedersachsen. Hannover 96 werd kampioen en plaatste zich voor de eindronde om de Duitse landstitel, waar de club in de groepsfase uitgeschakeld werd.
Viktoria Wilhelmsburg speelde het vorige seizoen in de Gauliga Nordmark.

## Eindstand
| Plaats | Club                          | Wed. | W  | G | V  | Saldo | Ptn.  |
| ------ | ----------------------------- | ---- | -- | - | -- | ----- | ----- |
| 1.     | Hannoverscher SV 96           | 20   | 14 | 3 | 3  | 80:30 | 31:9  |
| 2.     | SV Werder Bremen              | 20   | 10 | 9 | 1  | 57:23 | 29:11 |
| 3.     | SV Eintracht Braunschweig     | 20   | 10 | 4 | 6  | 62:36 | 24:16 |
| 4.     | SV Arminia Hannover           | 20   | 9  | 6 | 5  | 61:41 | 24:16 |
| 5.     | SV Algermissen 11             | 20   | 5  | 8 | 7  | 34:43 | 18:22 |
| 6.     | FC Borussia 04 Harburg        | 20   | 6  | 5 | 9  | 39:46 | 17:23 |
| 7.     | VfB Komet 1896 Bremen         | 20   | 6  | 5 | 9  | 31:54 | 17:23 |
| 8.     | RSV 06 Hildesheim             | 20   | 5  | 6 | 9  | 42:48 | 16:24 |
| 9.     | SpVgg 1897 Hannover           | 20   | 7  | 2 | 11 | 35:57 | 16:24 |
| 10.    | FC Viktoria 1910 Wilhelmsburg | 20   | 6  | 4 | 10 | 38:61 | 16:24 |
| 11.    | Bremer SV 06                  | 20   | 4  | 4 | 12 | 44:84 | 12:28 |

|  | Kampioen   |
|  | Degradatie |

## Promotie-eindronde
| Plaats | Club                  | Wed. | Saldo | Ptn. |
| ------ | --------------------- | ---- | ----- | ---- |
| 1.     | VfR 1907 Harburg      | 5    | 18:10 | 7:3  |
| 2.     | VfL Osnabrück         | 5    | 15:7  | 7:3  |
| 3.     | SV Linden 07          | 5    | 13:14 | 7:3  |
| 4.     | VfB Stern Emden       | 5    | 18:10 | 6:4  |
| 3.     | Germania Wolfenbüttel | 5    | 8:17  | 3:7  |
| 4.     | SVG Göttingen 07      | 5    | 5:18  | 0:10 |

|  | Promotie          |
|  | Play-off promotie |

### Beslissende wedstrijd
| Team 1        | Uitslag | Team 2       |
| ------------- | ------- | ------------ |
| VfL Osnabrück | 4:3     | SV Linden 07 |